# 贾鲁河站
贾鲁河站位于中華人民共和國河南省郑州市中牟县，是郑开城际铁路的一个中间车站，由中国铁路郑州局集团运营。本站因接近贾鲁河而得名。

## 历史
贾鲁河站原名“郑信路站”，于2014年12月28日随郑开城际铁路开通运营而启用，并在开通当日更名为“贾鲁河站”。但因客流量太低，贾鲁河站曾于2016年1月10日关闭；目前该站已于2024年9月28日恢复运营，并每日開行城際列車43列。

## 车站结构
贾鲁河站为高架车站，站台及轨道位于高架层，设2座侧式站台及2条轨道。站房为线下地面站，建筑面积约2000平方米，位于站台下方地面层，南北两侧分别有两部扶梯连接站厅和站台。
| 地面层 | 站房     | 进出站口、售票厅、候车厅             |
| 站台层 | 侧式站台 | 侧式站台                             |
| 站台层 | 2站台    | 郑开城际铁路 往宋城路方向 （绿博园） |
| 站台层 | 1站台    | 郑开城际铁路 往郑州东方向 （郑州东） |
| 站台层 | 侧式站台 |                                      |

## 周边
本站位于郑开大道与郑信路交叉口西南角，车站周边1公里范围内分布着河南行政学院、河南师范大学新联学院、河南财政税务高等专科学校、郑州幼儿师范专科学校等多所大专院校。

## 未來規劃
規劃中的鄭州市域鐵路K2線計劃於本站與鄭開城際鐵路接軌。

## 接驳交通
| 郑州公交 \| 贾鲁河站 \| 贾鲁河站 \| 贾鲁河站 \| 贾鲁河站 \| 贾鲁河站 \| \| 编号 \| 路线 \| 路线 \| 路线 \| 备注 \| \| -------- \| -------- \| -------- \| -------- \| -------- \| \| 570 \| 已停办 \| 已停办 \| 已停办 \| 已停办 \| |        |        |        |        |
| 贾鲁河站 |        |        |        |        |
| 编号 | 路线   | 路线   | 路线   | 备注   |
| 570 | 已停办 | 已停办 | 已停办 | 已停办 |

## 相邻车站
| 上一站           |  | 中国国家铁路集团                  |  | 下一站           |
| ---------------- |  | --------------------------------- |  | ---------------- |
| 郑州东站本线起点 |  | 郑开城际铁路 ← 9km 贾鲁河站 8km → |  | 绿博园站开封方向 |